# Apionichthys rosai
Apionichthys rosai är en fiskart som beskrevs av Ramos 2003. Apionichthys rosai ingår i släktet Apionichthys och familjen Achiridae. Inga underarter finns listade i Catalogue of Life.